# Bárbara Rudnik
Barbara Rudnik (Kirchen, 27 de julho de 1958 — Wolfratshausen, 23 de maio de 2009) foi uma atriz alemã.